# DuckTales (videogame)
DuckTales é um jogo de plataforma desenvolvido e publicado pela Capcom e baseado na série animada de TV de mesmo nome da Disney. Foi lançado pela primeira vez na América do Norte para o Nintendo Entertainment System em 1989 e mais tarde foi portado para o Game Boy em 1990. A história envolve Tio Patinhas viajando ao redor do mundo coletando tesouros e enganando seu rival Pão-Duro MacMônei para se tornar o pato mais rico do mundo.
Produzido por pessoal-chave da série Mega Man, DuckTales vendeu mais de um milhão de cópias em todo o mundo em cada sistema, tornando-se o título mais vendido da Capcom para ambas as plataformas. O jogo foi elogiado por seu controle rígido, jogabilidade única e não linear e apresentação brilhante, e é frequentemente considerado um dos melhores títulos para NES, aparecendo em inúmeras listas de "Melhores".
DuckTales foi seguido por uma sequência, DuckTales 2, em 1993. Uma versão remasterizada de DuckTales desenvolvida pela WayForward Technologies, com gráficos de alta resolução e performances dos membros sobreviventes do elenco de vozes do programa, chamada DuckTales: Remastered, foi lançada em 2013 para PC, Xbox 360, PlayStation 3 e Wii U. A versão original de 8 bits do jogo também foi incluída na compilação The Disney Afternoon Collection para PC, PlayStation 4 e Xbox One.

## Jogabilidade
Os jogadores controlam Tio Patinhas enquanto ele viaja pelo mundo e pelo espaço sideral em busca de cinco tesouros para aumentar ainda mais sua fortuna. Patinhas é capaz de atacar inimigos e se locomover usando sua bengala. No chão, Patinhas pode balançar sua bengala para atacar os inimigos e quebrar ou lançar certos objetos. Ao pular, Patinhas pode pular em sua bengala de forma semelhante a um pula-pula e atacar os inimigos de cima. Isso também permite que ele alcance áreas mais altas, bem como salte em áreas perigosas que machucam sua palma. Ao longo do caminho, Patinhas pode encontrar vários diamantes, escondidos dentro de baús de tesouro ou aparecendo em determinadas áreas, para aumentar sua fortuna e sorvetes que podem restaurar sua saúde. Patinhas também encontrará vários personagens da série que têm diversas funções, como fornecer dicas, oferecer itens úteis, abrir acesso a novas áreas ou tentar impedir o progresso de Patinhas. Escondido no jogo está um truque secreto para restaurar a vida, acessado pressionando o botão de seleção enquanto você está parado, que irá recarregar os pontos de vida de Patinhas por US$ 3.000.000.
O jogo apresenta cinco níveis: Minas Africanas, Amazônia, Himalaia, Transilvânia e Lua. O jogador pode visitar qualquer um dos destinos para perseguir os tesouros em qualquer ordem. No entanto, as minas africanas e a Transilvânia devem ser revisitadas para adquirir certos itens essenciais. Dois tesouros secretos estão espalhados entre os cinco destinos. O tesouro de cada destino é protegido por um chefe que Patinhas deve derrotar para recuperar. Quando todos os cinco tesouros principais são coletados, o jogador retorna à Transilvânia para uma luta final contra o Pato Drácula. Depois de derrotá-lo, o jogador deve enfrentar Pão-Duro MacMônei e Maga Patalójika pelo tesouro final.
Ao completar o jogo, o jogador pode receber um dos três finais com base em seu desempenho:  um final regular para simplesmente terminar o jogo, um final excelente para terminar o jogo com pelo menos $10.000.000 e um final ruim para terminar o jogo com $0. Como o jogador recebe $1.000.000 pelo tesouro de cada nível, o final ruim só é possível gastando todo o dinheiro acumulado no cheat de restauração de vida antes que o jogador termine o jogo. Para fazer isso, o jogador deve coletar exatamente $1.000.000 para obter um dinheiro total de $6.000.000, porque ele recebe um total de $5.000.000 dos chefes. Então, o jogador deve aplicar o truque de restauração de vida duas vezes para terminar com $ 0.

## Desenvolvimento
Embora a Capcom já tivesse trabalhado com a Disney publicando Mickey Mousecapade, produzido pela Hudson Soft na América do Norte em 1988, DuckTales se tornou o primeiro jogo licenciado que a empresa desenvolveu, e compartilhou muitas pessoas importantes com a série Mega Man original, incluindo o produtor Tokuro Fujiwara, o designer de personagens Keiji Inafune e o programador de som Yoshihiro Sakaguchi.
As revisões do jogo incluíram a remoção das cruzes dos caixões na fase da Transilvânia, substituindo-as pelas letras "RIP", substituindo hambúrgueres como power-ups por sorvete, e a omissão de uma opção para Patinhas desistir de seu dinheiro, uma ação considerada muito "não parecida com Patinhas". O sprite da camisa do Tio Patinhas foi alterado de azul para vermelho para fazê-lo se destacar e se destacar mais nos fundos azuis e escuros. Um cartucho protótipo vazado de um colecionador particular revela várias diferenças entre a versão original inacabada e o lançamento final, como nomes de níveis diferentes, música não utilizada para o palco da Transilvânia, ritmo mais lento na música para o palco da Lua, texto não utilizado ou alterado, e o personagem Patralhão com seu nome japonês "RoboDuck". Apesar das mudanças, imagens da versão beta inacabada puderam ser vistas nos livros de 1990, Consumer Guide: Hot Tips for the Coolest Nintendo Games e no NES Game Atlas da Nintendo.
DuckTales foi posteriormente portado para o Game Boy no final de 1990. Esta versão apresenta a mesma jogabilidade, música e níveis do lançamento original do console, embora o layout de cada nível tenha sido alterado para acomodar a tela de resolução mais baixa do portátil.

## Recepção
DuckTales foi um sucesso comercial, com as versões NES e Game Boy vendendo aproximadamente 1,67 milhão e 1,43 milhão de cópias em todo o mundo, respectivamente, cada uma se tornando os títulos mais vendidos da Capcom em suas respectivas plataformas. Foi lançado com críticas geralmente positivas, com a Electronic Gaming Monthly elogiando a versão NES por sua jogabilidade e gráficos coloridos, chamando-a de "um excelente exemplo de design de jogo muito bom". A revista comentou ainda que o título provavelmente foi feito "pensando nos jogadores mais jovens" devido à sua curta duração e relativa falta de dificuldade ou complexidade, declarando que "você provavelmente vai gostar deste jogo, mas o achará derrotado após o primeiro dia de jogo ". Por outro lado, a revista Mean Machines chamou o jogo de "muito difícil e desafiador", elaborando que "requer muita habilidade para completar o jogo de uma só vez". A Nintendo Power mais tarde chamou a versão do Game Boy de "uma tradução fiel da versão NES".
A Nintendo Power listou DuckTales como o 13º melhor jogo para Nintendo Entertainment System em 2008, elogiando-o como divertido, apesar de ser um produto licenciado. A revista posteriormente colocou o jogo em 44º lugar em sua lista dos "285 Maiores Jogos de Todos os Tempos" em 2012. Em 2009, o site IGN classificou o título em 10º lugar em sua lista dos 100 melhores jogos de NES, observando que "de todos os jogos construídos na famosa arquitetura Mega Man da Capcom (mas não era um jogo Mega Man real), Duck Tales é talvez o melhor do grupo". A Official Nintendo Magazine também incluiu o jogo em 85º lugar em sua própria lista dos "100 Melhores Jogos Nintendo" do mesmo ano, e em 9º lugar em sua lista "Top Ten Best NES Games" em 2013. Ele também ficou em 9º lugar na lista "Top 25 NES Games" do 1UP.com em 2010, 2º na lista "Top 7 Disney Games" da própria GamesRadar em 2009, e 12º na lista "Best NES Games" da GamesRadar. lista de todos os tempos "em 2012.
O diretor criativo de DuckTales Remastered, Matt Bozon, chamou a música de DuckTales de "algumas das melhores músicas de 8 bits que [ele] já ouviu", com sua equipe de desenvolvedores citando temas como os dos palcos da Transilvânia e do Himalaia como memoráveis. Polygon cita o "Moon Theme" como a peça musical mais famosa do título, com Geekparty chamando-a de "a peça musical de 8 bits mais perfeita já escrita". O "Moon Theme" aparece no remake da série animada de 2017 durante cenas ambientadas na lua, principalmente como base para uma canção de ninar que Dumbela Pato canta no episódio da segunda temporada "What Ever Happened to Della Duck?!"

## DuckTales: Remastered
Um remake do jogo, intitulado DuckTales: Remastered, foi lançado em 2013 para PC, PlayStation 3, Xbox 360, Wii U e em 2015 para iOS, Android e Windows Phone. Desenvolvido pela WayForward Technologies, Remastered apresenta gráficos e músicas atualizados, conteúdo de história expandido e dublagem completa para os personagens, incluindo os membros sobreviventes do elenco da série animada. Os níveis do jogo original estão incluídos, mas expandidos com novas áreas e novos padrões de chefes, juntamente com dois novos níveis exclusivos do Remastered.